# Psettodes
Famille
Genre
Les Psettodidae sont une petite famille de poissons à nageoires rayonnées pleuronectiformes. Cette famille ne contient que le seul genre Psettodes constitué de trois espèces.

## Liste des espèces
- Psettodes belcheri Bennett, 1831.
- Psettodes bennettii Steindachner, 1870.
- Psettodes erumei (Bloch & Schneider, 1801) – Turbot épineux indien.